# Парламентарни избори в България (1990)
Парламентарните избори в България от 1990 г. са избори за VII велико народно събрание. Това са първите многопартийни избори в страната след премахването на еднопартийния режим, който е част от установената през втората половина на 20 век тоталитарна система на управление.
Изборите се провеждат в два кръга – първият е на 10 юни, а вторият за 18 места – на 17 юни. Новата избирателна система е променена от 400 единични избирателни райони, използвани по време на комунистическия режим, в система, при която половината са избрани, като член в един избирателен район, а другата половина – чрез Пропорционална избирателна система
Според по-късни публикации на водещи социолози изборите са масово фалшифицирани в полза на управляващата партия, а първичната документация от изборния процес не е запазена, което не дава възможност за по-късни изследвания.

## Предистория
Изборите за ВНС през 1990 г. са етап от демократичните процеси в България, която дотогава е част от т.нар. Източен блок – термин, с който се дефинира онази част от Европа, която попада под съветско влияние в епохата на Студената война.
След разпадането на тоталитарните режими в Източна Европа и революциите от 1989 г. – процеси, останали известни в историята като „есента на народите“, и последвалото обединение на Европа, чийто символ е падането на Берлинската стена и обединяването на Източна и Западна Германия, във всички държави от т.нар. съветска сфера на влияние, включително България, започват промени в политическите системи на управление. Първите т.нар. демократични избори – термин придобил популярност и широко възприет в масмедиите – са именно част от тези процеси на демократизация на обществото и социалните взаимоотношения.

## Резултат
Резултатът е победа за Българската социалистическа партия, която печели 211 от 400 места. Избирателната активност е 90,3%.
| Партия                                            | Избирателен район | Избирателен район | Избирателен район | Пропорционално представителство | Пропорционално представителство | Пропорционално представителство | Общо Mеста |
| Партия                                            | Гласове           | %                 | Mеста             | Гласове                         | %                               | Mеста                           | Общо Mеста |
| ------------------------------------------------- | ----------------- | ----------------- | ----------------- | ------------------------------- | ------------------------------- | ------------------------------- | ---------- |
| Българска социалистическа партия                  |                   |                   | 114               | 2 887 766                       | 47.15                           | 97                              | 211        |
| Съюз на демократичните сили                       |                   |                   | 69                | 2 217 799                       | 36.21                           | 75                              | 144        |
| Движение за права и свободи                       |                   |                   | 11                | 491 596                         | 8.03                            | 12                              | 23         |
| Български земеделски народен съюз                 |                   |                   | 0                 | 368 929                         | 6.02                            | 16                              | 16         |
| Отечествена партия на труда                       |                   |                   | 6                 | 158 411                         | 2,59                            | 0                               | 6          |
| Алтернативна социалистическа партия               |                   |                   | 6                 | 158 411                         | 2,59                            | 0                               | 6          |
| Алтернативен социалистически съюз                 |                   |                   | 6                 | 158 411                         | 2,59                            | 0                               | 6          |
| Ера-3                                             |                   |                   | 6                 | 158 411                         | 2,59                            | 0                               | 6          |
| Парламентарно движение за Търновската конституция |                   |                   | 6                 | 158 411                         | 2,59                            | 0                               | 6          |
| Независими                                        |                   |                   | 6                 | 158 411                         | 2,59                            | 0                               | 6          |
| Невалидни/празни гласове                          |                   | –                 | –                 | 208 833                         | –                               | –                               | –          |
| ОБЩО                                              |                   |                   | 200               | 6 333 334                       | 100                             | 200                             | 400        |
| Source: Nohlen & Stöver, IPU                      |                   |                   |                   |                                 |                                 |                                 |            |

## Последвали събития
Реакцията на резултатите от тези първи демократични избори е бурна. Сред привържениците на СДС се разпространява мнение за манипулация на изборните резултати още след обявяване на предварителните резултати от първия тур, започват масови протести с барикадиране на булеварди. На 11 юни в СУ „Кл. Охридски“ е обявена окупационна стачка, организирана от ФНСД. На 13 юни обаче КС на СДС излиза с декларация, с която признава изборите и призовава гражданите да преустановят нарушаването на реда. На 14 юни в телевизионно предизборно студио на СДС преди втория тур е излъчен спорният видеоматериал, в който П. Младенов изрича „По-добре е танковете да дойдат.“. На 17 юни, след втория тур, стават ясни окончателните резултати и започват консултации за съставяне на правителство, но СДС отказва участие в коалиционен кабинет. В края на юни БСП издига кандидатурата на А. Луканов за министър-председател. На 4 юли около президентството започва протестна седяща стачка, която по-късно се трансформира в палатков лагер „Градът на истината“, като форма на натиск БСП да признае фалшификации на изборите, да бъде оповестено имуществото на БСП, да се определи дата за процес срещу Тодор Живков и др. На 6 юли Петър Младенов подава оставка като президент (председател) на Народна република България.
В тази обстановка на повишено политическо напрежение Великото народно събрание започва работа на 10 юли 1990 г.